# Le Breuil-en-Bessin
Le Breuil-en-Bessin és un municipi francès situat al departament de Calvados i a la regió de Normandia. L'any 2007 tenia 339 habitants.

## Demografia

### Població
El 2007 la població de fet de Le Breuil-en-Bessin era de 339 persones. Hi havia 128 famílies de les quals 24 eren unipersonals (16 homes vivint sols i 8 dones vivint soles), 48 parelles sense fills, 44 parelles amb fills i 12 famílies monoparentals amb fills.
La població ha evolucionat segons el següent gràfic:
Habitants censats

### Habitatges
El 2007 hi havia 143 habitatges, 132 eren l'habitatge principal de la família i 11 eren segones residències. Tots els 142 habitatges eren cases. Dels 132 habitatges principals, 113 estaven ocupats pels seus propietaris, 18 estaven llogats i ocupats pels llogaters i 1 estava cedit a títol gratuït; 5 tenien dues cambres, 10 en tenien tres, 39 en tenien quatre i 78 en tenien cinc o més. 99 habitatges disposaven pel capbaix d'una plaça de pàrquing. A 61 habitatges hi havia un automòbil i a 64 n'hi havia dos o més.

### Piràmide de població
La piràmide de població per edats i sexe el 2009 era:
| Homes | Edats   | Dones |
| ----- | ------- | ----- |
| 0     | 95 o +  | 0     |
| 0     | 90 a 94 | 0     |
| 0     | 85 a 89 | 0     |
| 4     | 80 a 84 | 0     |
| 8     | 75 a 79 | 0     |
| 8     | 70 a 74 | 8     |
| 0     | 65 a 69 | 8     |
| 8     | 60 a 64 | 12    |
| 4     | 55 a 59 | 4     |
| 8     | 50 a 54 | 0     |
| 16    | 45 a 49 | 8     |
| 8     | 40 a 44 | 12    |
| 16    | 35 a 39 | 8     |
| 8     | 30 a 34 | 20    |
| 0     | 25 a 29 | 0     |
| 8     | 20 a 24 | 8     |
| 20    | 15 a 19 | 0     |
| 20    | 10 a 14 | 4     |
| 12    | 5 a 9   | 4     |
| 8     | 0 a 4   | 8     |

## Economia
El 2007 la població en edat de treballar era de 219 persones, 162 eren actives i 57 eren inactives. De les 162 persones actives 145 estaven ocupades (79 homes i 66 dones) i 17 estaven aturades (8 homes i 9 dones). De les 57 persones inactives 24 estaven jubilades, 15 estaven estudiant i 18 estaven classificades com a «altres inactius».

### Ingressos
El 2009 a Le Breuil-en-Bessin hi havia 149 unitats fiscals que integraven 405 persones, la mediana anual d'ingressos fiscals per persona era de 16.558 €.

### Activitats econòmiques
Dels 10 establiments que hi havia el 2007, 4 eren d'empreses de construcció, 4 d'empreses de comerç i reparació d'automòbils, 1 d'una empresa de transport i 1 d'una empresa d'hostatgeria i restauració.
Dels 4 establiments de servei als particulars que hi havia el 2009, 1 era un paleta, 1 fusteria, 1 lampisteria i 1 electricista.
L'únic establiment comercial que hi havia el 2009 era una peixateria.
L'any 2000 a Le Breuil-en-Bessin hi havia 6 explotacions agrícoles.

## Poblacions més properes
El següent diagrama mostra les poblacions més properes.